# إثيل إم. ديل
إثيل إم. ديل (بالإنجليزية: Ethel M. Dell)‏ (2 أغسطس 1881، لندن في المملكة المتحدة - 19 سبتمبر 1939)؛ كاتِبة وروائية بريطانية.

## روابط خارجية
- إثيل إم. ديل على موقع IMDb (الإنجليزية)
- إثيل إم. ديل على موقع قاعدة بيانات الفيلم (الإنجليزية)